# Waldorf Astoria New York

Das Hotel-Logo

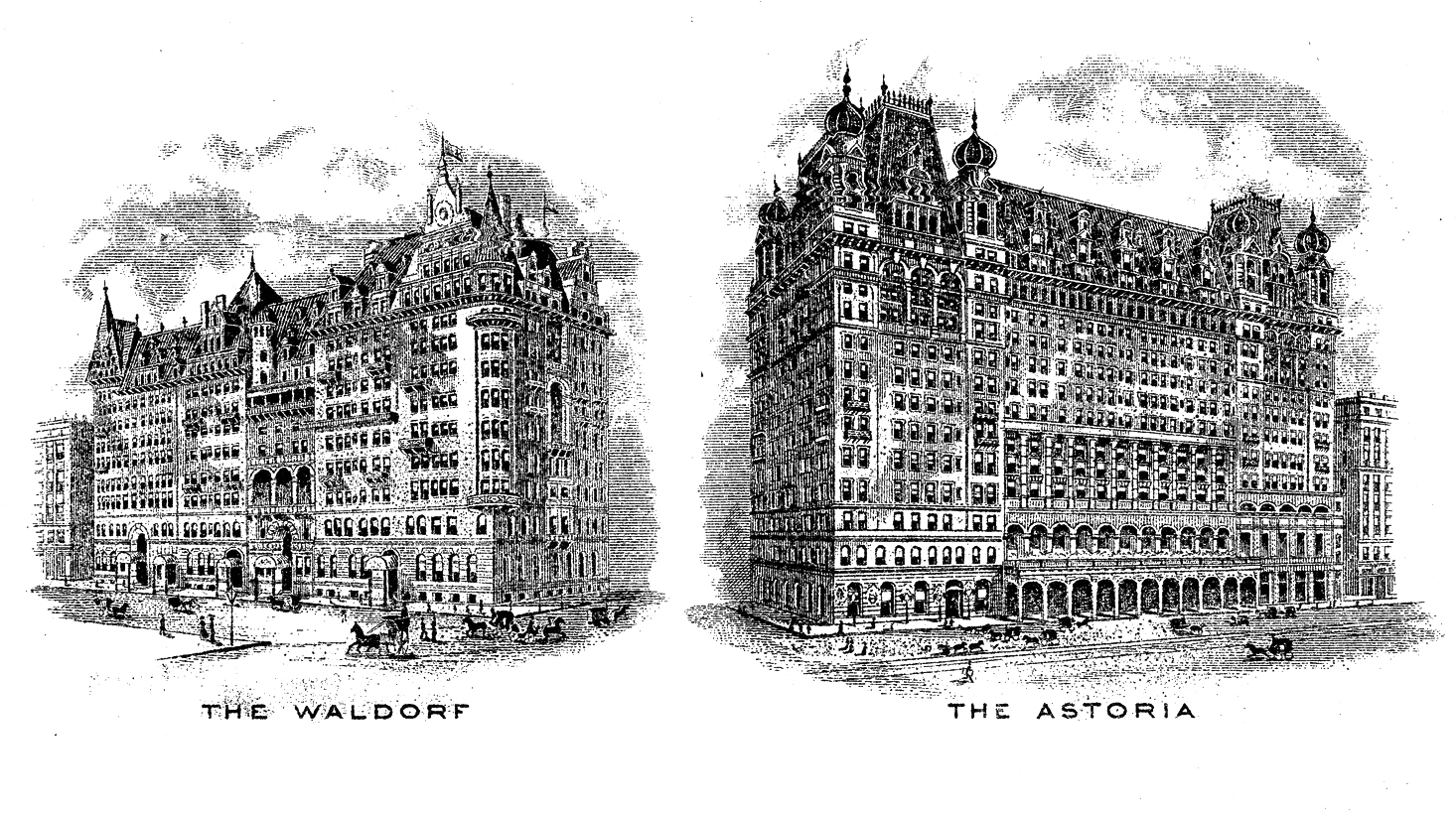
Die ursprünglichen Hotels um 1915

Das Waldorf Astoria New York ist ein 190,5 Meter hoher denkmalgeschützter Wolkenkratzer in Manhattan in New York City. Er beherbergt ein gleichnamiges, zur Hotelkette Waldorf Astoria Hotels & Resorts gehörendes und von Hilton Worldwide betriebenes Luxushotel sowie Eigentumswohnungen. Von 2017 bis 2025 fand eine Umgestaltung und Renovierung des Bauwerks statt.

## Lage
Das Gebäude steht in Midtown Manhattan im Stadtteil Turtle Bay an der Park Avenue und nimmt einen ganzen Block ein, der im Westen von der Park Avenue, im Norden von der East 50th Street, im Osten von der Lexington Avenue und im Süden der East 49th Street begrenzt ist. Die Hauptadresse lautet 301 Park Avenue. Bekannte benachbarte Gebäude sind die Kirche St. Bartholomew’s Church sowie die Wolkenkratzer 570 Lexington Avenue (früher General Electric Building) und 270 Park Avenue. Wenige Meter nördlich befinden sich in der Lexington Avenue Zugänge zur Station 51st Street an der U-Bahn-Strecke IRT Lexington Avenue der New York City Subway mit den Linien . Wenige Blocks südlich liegt das Grand Central Terminal.

## Beschreibung

### Ursprüngliches Hotel Waldorf-Astoria
Das ursprüngliche Hotel Waldorf-Astoria stand an der Fifth Avenue zwischen der West 33rd und 34th Street. Es bestand aus dem 1893 erbauten 13-stöckigen Waldorf Hotel und dem direkt benachbarten 1897 eröffneten 17-stöckigen Astoria Hotel, die später zu einem Hotel zusammengelegt wurden. Die Bauherren waren die miteinander verwandten William Waldorf Astor (Waldorf) und John Jacob Astor IV (Astor). Das Waldorf-Astoria galt zu seiner Zeit als das größte Hotel weltweit. Der Name des Hotels leitet sich von der badischen Stadt Walldorf sowie der dort einst ansässigen deutsch-amerikanischen Familie Astor ab, zu der die Bauherren gehörten. Beide Gebäude entwarf der Architekt Henry Janeway Hardenbergh im Stil der deutschen Renaissance. Das ursprüngliche Hotel wurde 1929 abgerissen, um Platz für die Errichtung des Empire State Building zu schaffen.

### Waldorf Astoria von 1931
Das von 1929 bis 1931 an der Park Avenue errichtete neue Luxus-Hotel The Waldorf-Astoria wurde von dem Architekturbüro Schultze & Weaver im Stil des Art déco entworfen und am 1. Oktober 1931 eröffnet. Am 12. Oktober 1949 übernahm Conrad Hilton die Verwaltung des Hotels, bis es 1972 von der Hilton Hotels Corporation erworben wurde. Unter der Leitung des Architekten Lee Jablin fand in 1980er und Anfang der 1990er Jahre eine Renovierung des Gebäudes statt. 2006 gründete Hilton die nach dem Waldorf-Astoria benannte Hotelkette Waldorf Astoria Hotels & Resorts mit Waldorf-Astoria-Hotels in zahlreichen Städten weltweit und das New Yorker Stammhaus trägt seitdem den offiziellen Namen Waldorf Astoria New York. Die Versicherungsgruppe Anbang Insurance Group of China kaufte 2014 das Hotel mit 1413 Gästezimmern und drei Restaurants für 1,95 Milliarden US-Dollar. 2017 wurde das Waldorf Astoria New York wegen umfangreicher Renovierungs- und Umgestaltungsarbeiten geschlossen. Geplant war, die oberen Stockwerke in 372 Eigentumswohnungen umzuwandeln, während in den untersten 18 Stockwerken 375 Hotelzimmer erhalten bleiben. Als Anbang 2020 in Konkurs ging, wurde das Waldorf Astoria von der chinesischen Versicherungsgesellschaft Dajia Insurance Group übernommen. Wegen einer Unterbrechung der Renovierung 2022/23 durch die Ausschöpfung des Budgets wurde die Fertigstellung und Wiedereröffnung in das Jahr 2025 verschoben. Das Waldorf Astoria wurde schließlich am 15. Juli 2025 wiedereröffnet.
Der Wolkenkratzer hat eine Höhe von 190,5 Meter (625 Fuß), besitzt 47 Etagen und war bis 1955 das höchste reine Hotel der Welt.  Das Bauwerk hat gemäß der Bauvorschrift von 1916 an allen Seiten Rücksprünge und die Fassade ist in den ersten 18 Etagen mit hellgrauen Kalkstein und darüber mit ebenfalls hellgrauen Ziegelstein verkleidet. Es besitzt an der Park Avenue und an der Lexington Avenue je einen 20-stöckigen Gebäudeflügel, die mit einem gemeinsamen, den ganzen Block einnehmenden Sockel verbunden sind und je drei Eingänge haben. Die dazwischen zentral platzierten 42-stöckigen Türme sind mit einem längs zur 50th Street stehenden ebenso hohen Gebäudeflügel verbunden und werden als Waldorf Towers bezeichnet. Sie werden von zwei jeweils fünfstöckigen Türmchen gekrönt, die 4,6 m hohe bronzene Laternen besitzen. Die Towers haben einen eigenen Eingang in der 50th Street und beherbergten einst nach ihrer Fertigstellung 100 Suiten. Nach der bis 2025 erfolgten Umgestaltung sind dort mit der Bezeichnung „Waldorf Astoria Residences New York“ 372 Eigentumswohnungen untergebracht. Die unteren Etagen beherbergen nach der Renovierung 375 Hotelzimmer, darunter befinden sich 78 Suiten.
Die New Yorker Landmarks Preservation Commission (LPC) erklärte am 5. Januar 1993 die Fassade des Waldorf Astoria New York zu einem Denkmal der Stadt. Am 7. März 2017 stellte die LPC auch eine Reihe von Innenräumen vom Erdgeschoss bis zur vierten Etage unter Denkmalschutz.

## Gesellschaft und Politik
Aufgrund seiner Größe und luxuriösen Ausstattung erlangte das Waldorf Astoria New York weltweite Berühmtheit. Infolgedessen wurden ab den 1940er Jahren zahlreiche gesellschaftliche Veranstaltungen und internationale politische Konferenzen und Treffen abgehalten. Darunter befanden sich ein Dinner mit Winston Churchill und Gouverneur Thomas E. Dewey am 15. März 1946, die Big Four Conference vom 4. November bis zum 12. Dezember 1946, die Waldorf-Weltfriedenskonferenz vom 27. bis 29. März 1949, die jährlich stattgefundene Gala April in Paris Ball mit vielen Prominenten, Liveübertragungen von Silvesterfeierlichkeiten auf CBS, Treffen von Papst Paul VI. mit US-Präsident Lyndon B. Johnson, von Präsident Gerald Ford mit Nelson Rockefeller sowie unter anderem Besuche der Rockband The Who, des palästinensischen Fatah-Parteiführers Faruq al-Qadumi und des PLO-Führers Jassir Arafat. Am 12. August 1981 stellte IBM seinen Personal Computer auf einer Pressekonferenz im Waldorf Astoria vor.
Zahlreiche Prominente wählten das Waldorf Astoria New York für Übernachtungen oder zum zeitweiligen Zuhause. Zu ihnen gehörten unter anderem die Schauspieler und Schauspielerinnen Marilyn Monroe, Elizabeth Taylor, Katharine Hepburn, John Wayne, Charlie Chaplin, Judy Garland und Burt Reynolds, die Musiker Frank Sinatra und Cole Porter, die US-Präsidenten Herbert Hoover, Harry S. Truman und Dwight D. Eisenhower sowie Persönlichkeiten wie Grace Kelly und Rainier III. von Monaco, Winston Churchill und Königin Elizabeth II.

## Galerie

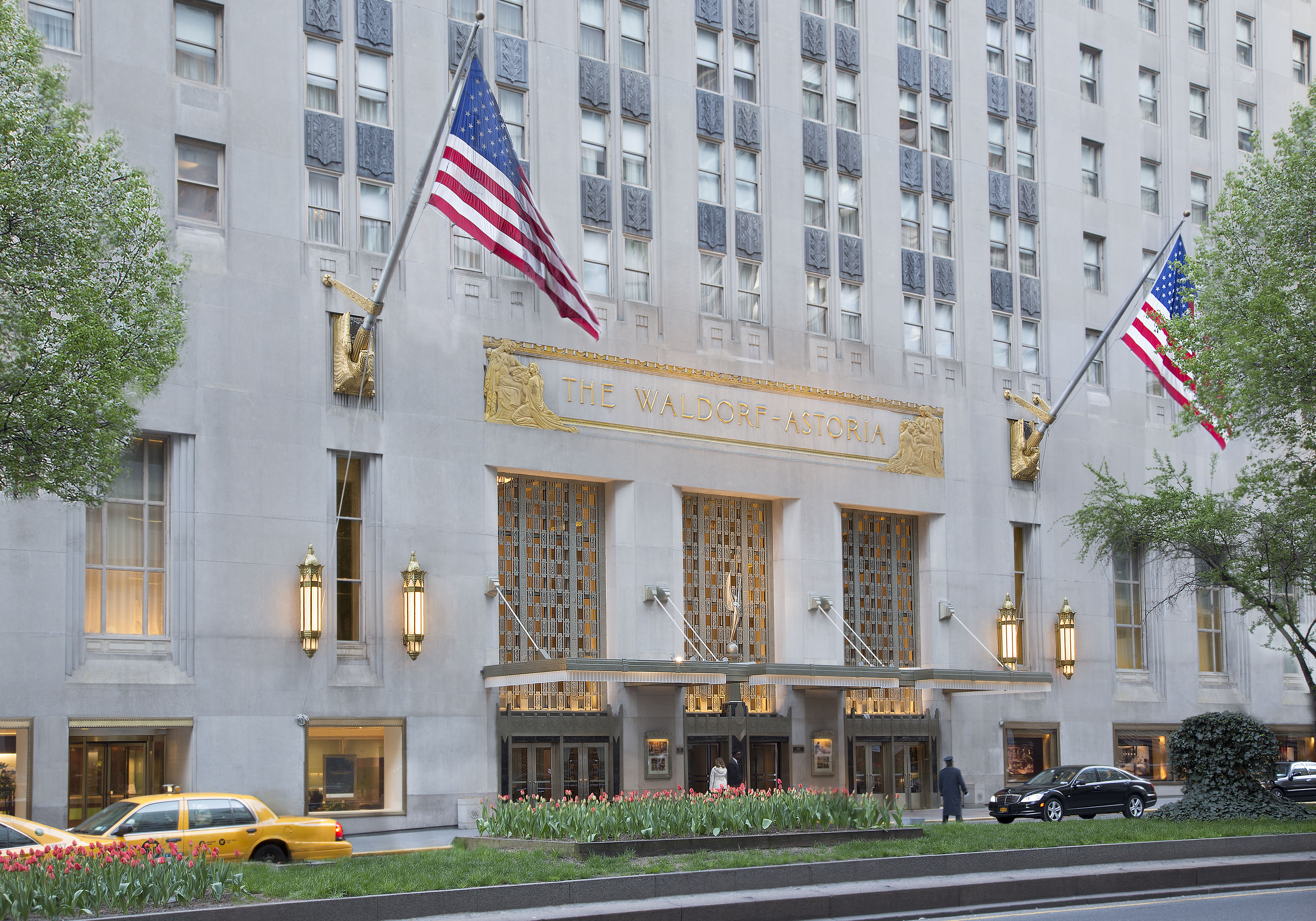
Haupteingang in der Park Avenue
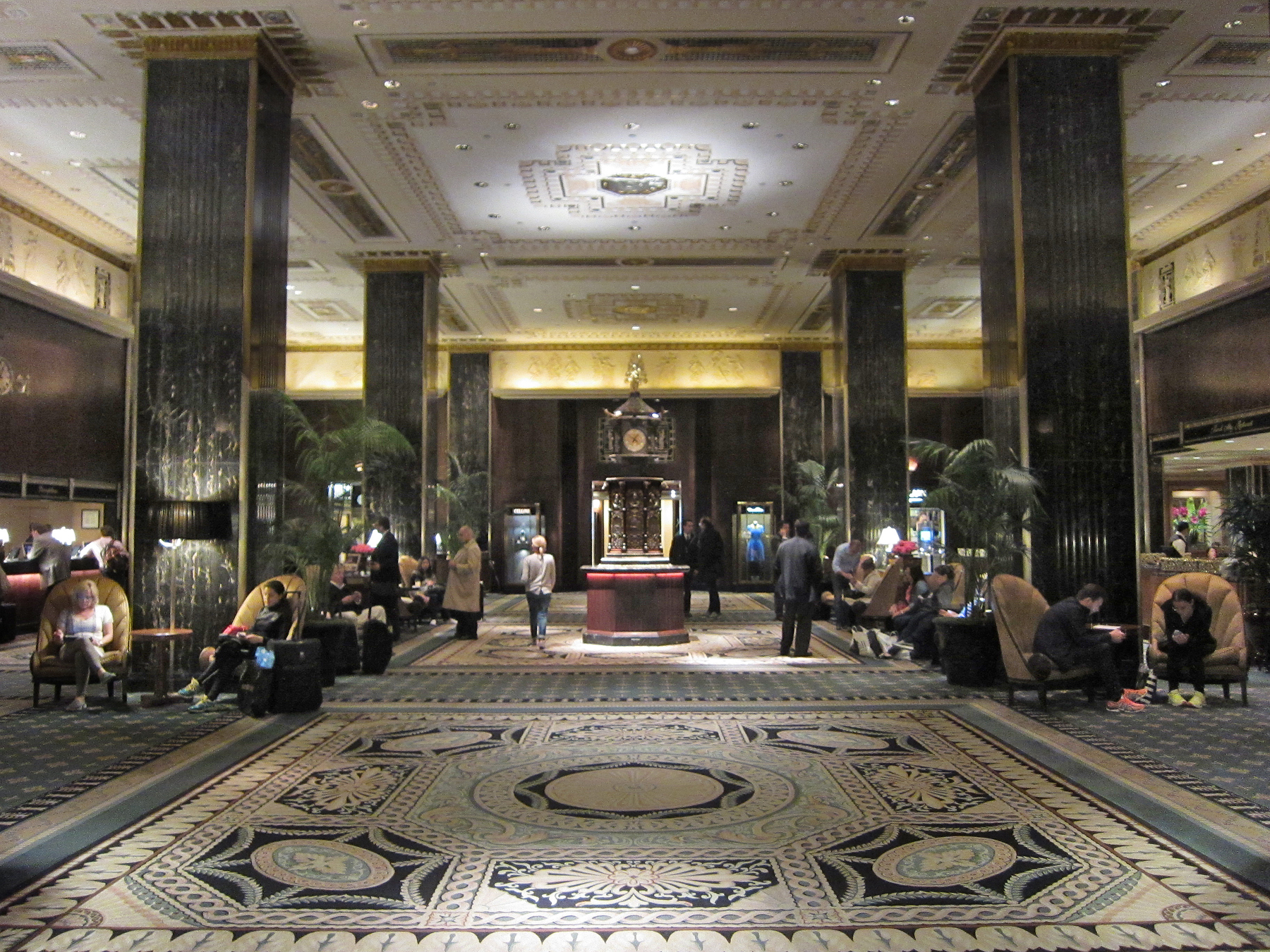
Hotellobby am 9. Mai 2014
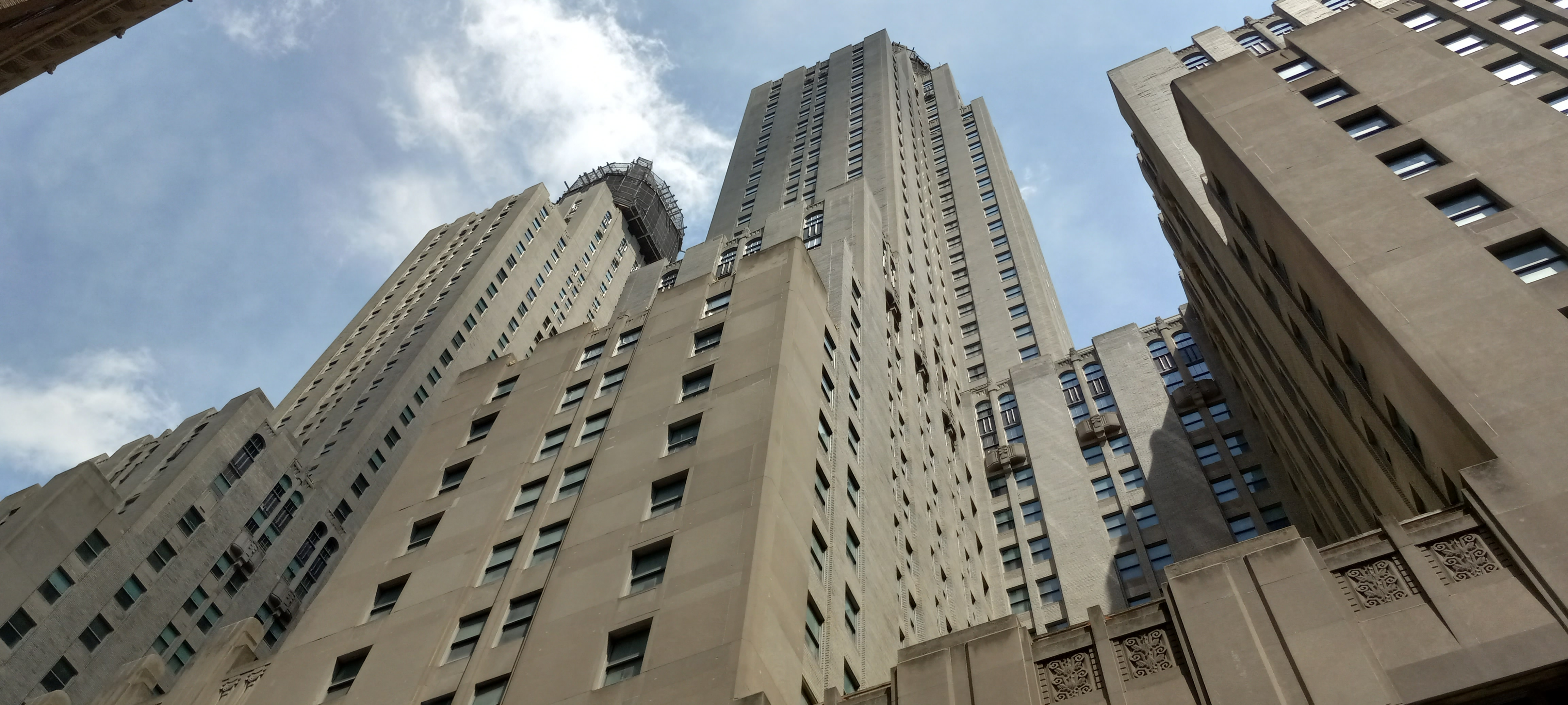
Sanierte Fassade im August 2024
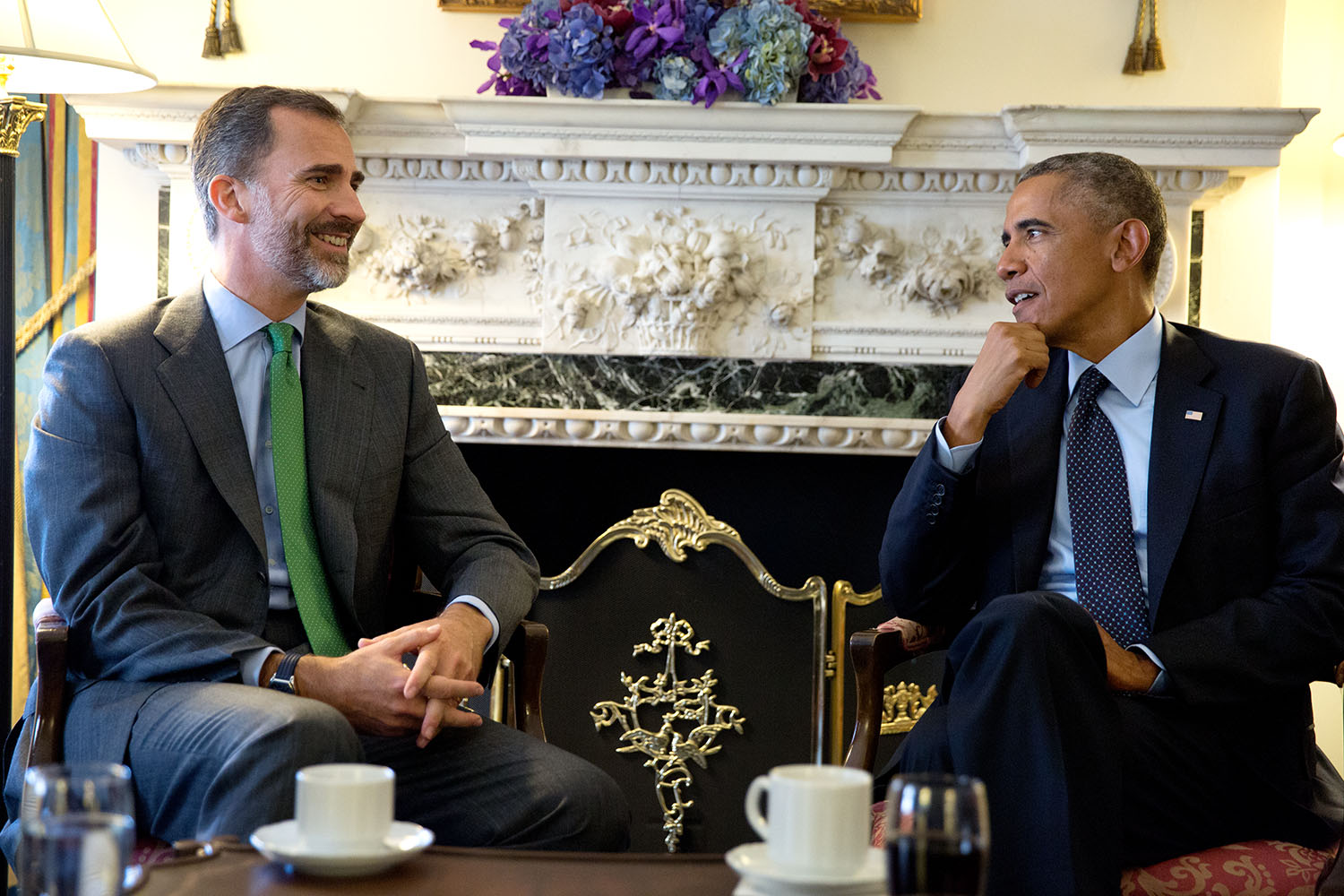
Barack Obama und der spanische König Felipe VI. im Waldorf Astoria
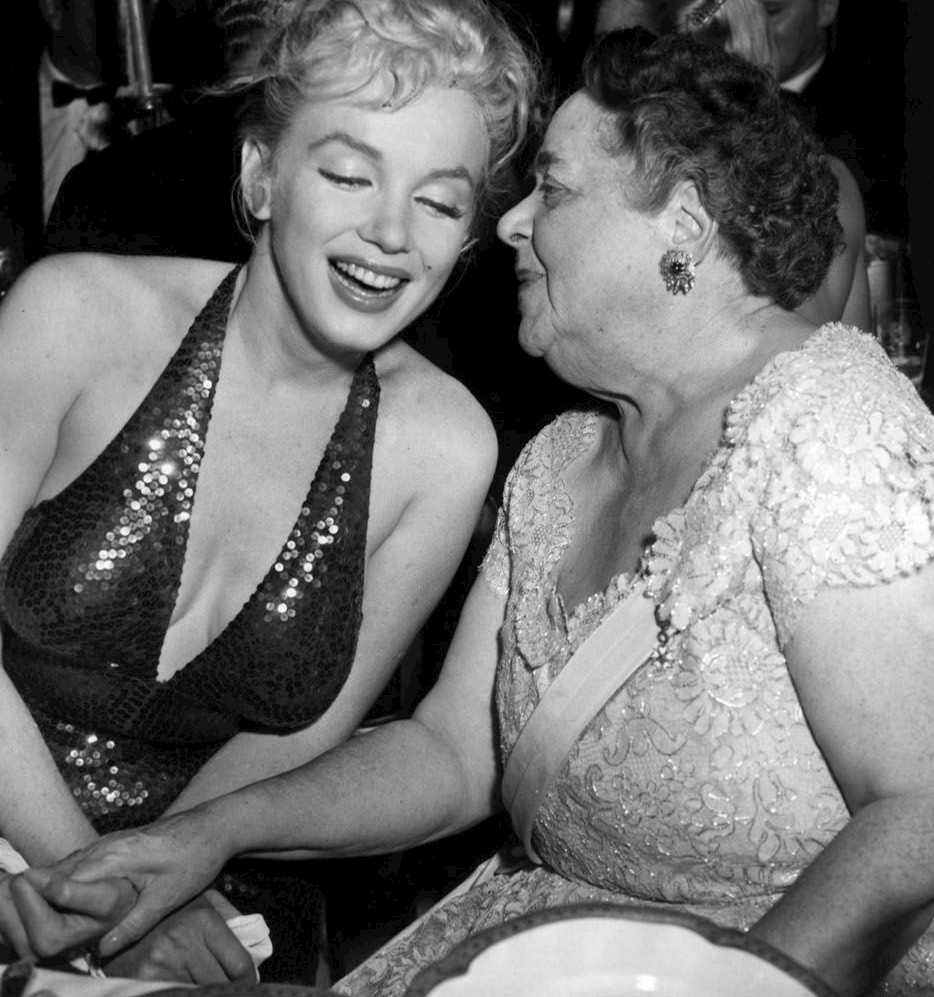
Marilyn Monroe mit Elsa Maxwell beim „April in Paris Ball“ 1957